# 湖上の美人
『湖上の美人』（こじょうのびじん）または『湖の女』（みずうみのおんな、La donna del lago）は、ジョアキーノ・ロッシーニが1819年にナポリ・サン・カルロ劇場向けに作曲したオペラ・セリアである。
- 原曲名：La donna del lago
- 原作：ウォルター・スコットの叙事詩『湖上の美人（The Lady of the Lake）』
- 台本：アンドレア・レオーネ・トットラ
- 演奏時間：第1幕1時間30、第2幕1時間
- 作曲期間：1819年8月から10月上旬
- 初演：1819年10月24日、サン・カルロ劇場（ナポリ）

## 作曲までの経緯
1819年3月27日にナポリのサン・カルロ劇場で『エルミオーネ』を初演したロッシーニはその1月後に『エドゥアルドとクリスティナ』をヴェネツィアで初演した。サン・カルロ劇場との契約では1年に1作だけ新作を書けばよいとのことだったが、それが繰り上がったのは、ガスパーレ・スポンティーニが勝手にプロイセン王フリードリヒ・ヴィルヘルム3世と契約を結んでしまうという事態に直面したからである。劇場に無断で契約を結ぶ行為は当時としては許されないことだったが、相手がプロイセン国王であるためにスポンティーニの行為を認めざるを得ず、サン・カルロ劇場はその代わりとしてロッシーニに新作を書くように依頼をすることとなった。このようにして生まれたのがこの作品である。10月24日の初演までに作曲にかけた期間は約3ヶ月間とされている。

## 作品の特徴
この作品は、ナポリ時代の他の作品と同じく、序曲を廃し、いきなり導入部から始まるという構成をとっている（これはロッシーニが歌劇本体に観客を集中させるためにとった改革である）。そしてアンガス伯ダグラスのアリア以外の音楽は書き下ろしである。また、この作品はロッシーニのオペラの中でも、特にロマンティックな作風を持つ作品として評価されている。その理由として、原作にウォルター・スコットの騎士道物語が使われていることや、第1幕のフィナーレで主要登場人物にフル・オーケストラ及び混声合唱に加えて、二重のバンダをふんだんに駆使して、規模の大きくかつ重厚な音楽を展開していることが挙げられよう。そして、ナポリ時代のオペラでは初めて、コントラルトを男装させて登場させていることも注目すべきことといえる。
20世紀の復活上演は、1983年のペーザロ・ロッシーニ音楽祭において、マウリツィオ・ポリーニの指揮、ヨーロッパ室内管弦楽団の演奏で行われた。

## 編成

### 登場人物
- ウベルトことジャコモ5世（スコットランド王）…テノール
- アンガス伯ダグラス（エレナの父親）…バス
- ロドリーゴ･ディ･ドゥ（反乱軍の首領）…テノール
- エレナ（ダグラスの娘）…ソプラノ
- マルコム・グレーム（反乱軍の将校）…メゾソプラノ
- アルビーナ…メゾソプラノ
- セラーノ…テノール
- ベルトラム…テノール

### 管弦楽
- フルート 2（ピッコロ持ち替え）
- オーボエ 2
- クラリネット 2
- ファゴット 2
- ホルン 2（ダグラスのアリアのみ4本）
- トランペット 2
- トロンボーン 3
- ティンパニ
- 大太鼓
- シンバル
- トライアングル
- ハープ
- 弦五部
  - 第1ヴァイオリン
  - 第2ヴァイオリン
  - ヴィオラ
  - チェロ
  - コントラバス
- ホルン6（舞台上）
- 混声合唱

### 舞台上のバンダ（軍楽隊）

#### 第1バンダ
- クラリネット5
- トランペット9
- トロンボーン3

#### 第2バンダ
- ピッコロ
- クアルティーノ
- クラリネット3
- ファゴット2
- ホルン2
- トランペット4
- トロンボーン2
- セルパン
- グラン＝バッシ
- 大太鼓

## あらすじ
- 時代：16世紀初め

### 第1幕

#### 第1場
舞台はカトリン湖のほとり、羊飼いが歌いながら通り過ぎる合唱で開幕する。導入部「暁の使者は」。羊飼いの歌の後、小船に乗ったエレナは愛する人マルコムに心を寄せる。エレナが岸に降り立つと、エレナの美しさに見とれたウベルトと名乗る青年の狩人が現れ、休息の場を求めるので、エレナは山小屋へ案内する。狩人たちはウベルトがはぐれたのではないかと山を探しまわる。他方、山小屋に着いたウベルトはエレナが反逆者ダグラスの娘であると知って驚く。そしてエレナの友人が現れ反乱軍の首領ロドリーゴとの婚約を喜ぶ。

#### 第2場
一同が立ち去った後にマルコムが登場。エレナに対する愛の歌を歌う。アリア「エレナ君を呼ぶ」。そこへセラーノが来て軍勢の集合を告げる。ダグラスとエレナの姿を見ると、マルコムは物陰に隠れて様子を伺う。ダグラスは娘へ反乱軍の首領であるロドリーゴとの結婚を求めラッパの合図でロドリーゴを迎えに行く。アリア「黙るのだ」（この部分のみ他者の作品）。姿を現したマルコムはエレナと互いの愛を確かめ合い、二重唱を歌い結婚を誓う。二重唱「私は生きていられません」。

#### 第3場
舞台は山に囲まれた平地。ハイランダー（高地地方（ハイランド）の戦士）たちが集まり、戦地に赴こうとしている。ロドリーゴは彼らを鼓舞し、アリア「お前たちと共に、わが勇者たちよ」を歌い士気を高める。ダグラスはロドリーゴを励ますがエレナは黙ってうつむいている。そこへバンダの音楽ともに部下を連れたマルコムが登場し、勇士としての忠誠を誓うが、エレナがロドリーゴと結婚すると聞かされロドリーゴが恋敵になってしまったことや、更にエレナがマルコムと愛し合っていることがダグラスに分かってしまう。4人がそれぞれの思いを重唱にぶつけ合う中、セラーノが敵軍の襲来を伝える。戦士たちは個人的感情を抑えていざ戦いに赴こうと支度し、吟遊詩人たちの勇者を讃える歌に乗せられて戦場へと向かう力強いストレッタを繰り広げる。合唱曲「星よきたれ」。

### 第2幕

#### 第1場
舞台は洞窟の見える森の中。
エレナのことが忘れられず、再びウベルトに扮してやってきたジャコモ5世は彼女への思いを歌う。アリア「おお甘き炎よ」。エレナと再会したウベルトは愛を告白するが彼女はそれを友情と考えるように願う。ウベルトは誠実さの証として自分の指輪を国王からのもらい物と偽って与えエレナやエレナの父が窮地に陥ったら王に見せなさい、そうすれば救いが与えられるだろうと告げる。折悪しくロドリーゴが通りかかり二人の様子に嫉妬を燃やす。ウベルトが敵側の人間と知ったロドリーゴは兵士たちを呼んで彼を捕らえさせようとするが、エレナは和解を求める。三重唱「どうか分別を持って」。二人は結党すべく立ち去りエレナと兵士たちもその後を追う。
国王軍とハイランダーたちとの激闘の中、エレナを連れにマルコムが戻ってくるが彼女の姿は見えない。「彼女を失った」と嘆くマルコム。だがダグラスも行方知れずになりロドリーゴも打ち倒されたと兵士たちに聞かされた彼は残酷な運命を呪う。アリア「ああ死なせてくれ」。

#### 第2場
舞台はジャコモ5世の宮殿の一室。
囚われの身となったダグラスはジャコモ5世に許しを請うが拒絶される。王の指輪を持つ娘がやって来たことをベルトランが告げると王は自分の身分を言わぬよう指示し、ダグラスを退かせる。広間に通されたエレナはジャコモ5世の歌声を聞いてウベルトがいると知り、彼に国王への取次ぎを頼む。二重唱「曙光よ！お前は昇るのか」。扉が開くと豪華な広間があり貴族たちが国王の勲を讃える合唱「王の命とあらば」を歌う。国王を探すエレナに対しウベルトは自分の正体を明かす。エレナの助命に応えてジャコモ5世はダグラスを連れてこさせ、その罪を許す。王は続いてマルコムにも恩赦を与え彼がエレナと結ばれることを許す。感激したエレナは王に感謝のアリア「胸の思いは満ち溢れ」をささげて幕となる。

## 主要曲
- 第1幕
  - 導入部「暁の使者は」
  - マルコムのアリア「エレナ君を呼ぶ」
  - フィナーレの合唱曲「星よきたれ」
- 第2幕
  - ウベルトのアリア「おお甘き炎よ」
  - マルコムのアリア「ああ死なせてくれ」
  - エレナのアリア・フィナーレ「胸の思いは満ち溢れ」

## 録音及び映像
| 録音年 | キャスト                                                                                                 | 指揮者, 管弦楽団・合唱団 | レーベル                                                             |
| ------ | --- | --- | -------------------------------------------------------------------- |
| 1970   | モンセラート・カバリェ, ユリア・ハマリ, フランコ・ボニゾッリ, ピエトロ・ボタッツォ                       | ピエトロ・ベルージ, トリノ・イタリア放送交響楽団及び合唱団 (1970年4月20日にラジオ放送されたものに基づく)                                                | Audio CD: Opera d'Oro Cat: OPD 1206                                  |
| 1981   | フレデリカ・フォン・シュターデ, マリリン・ホーン, ロックウェル・ブレイク, ダノ・ラファンティ             | クラウディオ・シモーネ, ヒューストン交響楽団及びヒューストングランドオペラ合唱団 (1981年10月8日ヒューストングランドオペラにおける公演のライブ録音)      | Audio CD: Celestial Audio Cat: CA 417                                |
| 1983   | カティア・リッチャレッリ, ルチア・ヴァランティーニ・テラーニ, ダルマチオ・ゴンザレス, ダノ・ラファンティ | マウリツィオ・ポリーニ, ヨーロッパ室内管弦楽団及びプラハフィルハーモニー合唱団                                                                          | Audio CD: CBS "Masterworks", Cat: CD 39311; Fonit Cetra, Cat: CDC 31 |
| 1992   | ジューン・アンダーソン, マルティーヌ・デュプイ, ロックウェル・ブレイク, クリス・メリット,                | リッカルド・ムーティ, ミラノスカラ座オーケストラ及び合唱団 (1992年6月のミラノスカラ座の公演に基づく。)                                                  | Audio CD: Philips Cat: 473 307-2; DVD: Opus Arte, Cat: OALS 3009D    |
| 2006   | カルメン・ジャンタナッジオ, パトリシア・バードン, ケネス・ターヴァー, グレゴリー・クンデ                 | マウリツィオ・ベニーニ, スコットランド室内管弦楽団 及びエジンバラ祝祭合唱団 (2006年8月18日エジンバラ、アッシャーホールでの演奏会形式での上演に基づく。) | Audio CD: Opera Rara, Cat: ORC 34                                    |
| 2006   | ソニア・ガナッシ, マリアンナ・ピッツォラート, マキシム・ミロノフ, フェルディナンド・ヴォン・ボートマー   | アルベルト・ゼッダ, ＳＷＲラジオオーケストラ 及びプラハ室内管弦楽合唱団 (2006年10月31日及び11月2日、4日のドイツバートウィルバードでのライブ録音)        | Audio CD: NAXOS, Cat:8.660235-36                                     |